# SFportal E-Book
Az SFportal E-Book egy 2010 decemberében indult, sci-fi művek magyar nyelvű  elektronikus könyvkiadására szakosodott magyarországi kiadó, ami az SFportal.hu részeként működik.
A kiadott e-könyvek kétféle formátumban, epub és mobi fájlokként vásárolhatóak meg, DRM-et, azaz másolásvédelmet nem tartalmaznak semmilyen formában sem. A kínálatában megtalálhatóak a Tuan Kiadó, Szélesi Sándor, Fonyódi Tibor, Antal József és több más magyar író művei. A kiadó másfél év alatt 27 e-könyvet adott ki. 